# Južnoslovanski jeziki
Južnoslovanski jeziki skupaj z vzhodnoslovanskimi in zahodnoslovanskimi jeziki sestavljajo skupino slovanskih jezikov. Južnoslovanske jezike govori približno 28 milijonov govorcev, pretežno na ozemlju Balkana. Južnoslovanski jeziki se naprej delijo na vzhodno in zahodno vejo.
Južnoslovanski jeziki so od drugih slovanskih jezikov ločeni s pasom nemškega, madžarskega in romunskega jezika.   
Prvi pisani južnoslovanski jezik je bila starocerkvenoslovanščina v 9. stoletju. Temeljila naj bi na narečju, ki se je takrat govorilo v okolici Soluna. Kot liturgični jezik se starocerkvenoslovanščina še danes uporablja v ruski pravoslavni cerkvi in v nekaterih južnoslovanskih pravoslavnih cerkvah.

## Razvrstitev južnoslovanskih jezikov
indoevropski jeziki
slovanski jeziki (okoli 317 milijonov govorcev)
južnoslovanski jeziki
vzhodna veja južnoslovanskih jezikov
bolgarščina (ok. 8,5 mio. govorcev)
makedonščina (ok. 1,8 mio. govorcev)
stara cerkvena slovanščina †
zahodna veja južnoslovanskih jezikov
bosanščina (ok. 2 mio. govorcev)
črnogorščina (ok. 0,3 mio. govorcev)
hrvaščina (dialekti: čakavščina,kajkavščina,štokavščina) (ok. 6,5 mio. govorcev)
slovenščina (ok. 2 mio. govorcev)
srbščina (ok. 9 mio. govorcev)

## Posamezna osamosvojena južnoslovanska narečja
- Bolgarska narečja in regionalni jeziki

1. Banatska bolgarščina (ok. 15 tis. govorcev) – govorijo v Romuniji (Transilvanija) in  Srbiji (Vojvodina)
2. Besarabska bolgarščina (ok. 200 tis. govorcev) – govorijo v Moldaviji (vzhodna pokrajina) in Ukrajini
3. Šopščina – bolgarska etnična skupina Šopi govorijo v Osrednji Bolgariji

- Hrvaška narečja

1. Gradiščanščina (ok. 50-70 tis. govorcec) – govorijo na Madžarskem in v Avstriji. Na Gradiščanskem in v Železni županiji poučni jezik
2. Moliščina (ok. 5000 govorcev) – govorijo v Italiji, v Molizu
3. Krašovanščina – govorijo v Romuniji (Transilvanija)

- Slovenska narečja

1. Prekmurščina (ok. 80 tis. govorcev) – v Prekmurju in v Slovenskem Porabju na Madžarskem. Nekoč to je bil poučni, tiskarni in liturgijski jezik Ogrskih Slovencev
2. Rezijanščina (ok. 1500-3000 govorcev) – v Italiji, v Reziji

- Srbska narečja

1. Užiščina (ok. 80 tis.) – v Zahodni Srbiji.

### Sporna narečja
- Bunjevščina – dve teoriji sta: srbsko ali hrvaško narečje. Bunjevci so rimokatoličani in ali imajo za Hrvate ali za Srbe. Govorijo jo v Vojvodini.
- Slovanska narečja v Grčiji – v Grški Makedoniji (Egejska Makedonija) jih govorijo
- Torlaščina – v Bolgariji, Srbiji in na Kosovu govorijo narečje, ki je mešanica ali vmesni člen med srbskim in bolgarskim jezikom, zato je težko opredeliti, ali gre za srbsko ali bolgarsko narečje.
- Šok(a)ščina – sorodnik bunjevščine, tudi katoličani so njeni govorci, in se imajo za Hrvate ali za Srbe (Šokci).